# Dlouhé Pole
Dlouhé Pole je část okresního města Benešov. Nachází se na východě Benešova.
Dlouhé Pole leží v katastrálním území Benešov u Prahy o výměře 40,24 km².

## Historie
První písemná zmínka o vesnici pochází z roku 1387.
V letech 1869–1950 byla samostatnou obcí, ke které patřily v letech 1890–1950 k vesnici patřily Baba a Červený Dvůr a od roku 1961 se vesnice stala součástí města Benešov.

## Obyvatelstvo
| Rok            | 1869 | 1880 | 1890 | 1900 | 1910 | 1921 | 1930 | 1950 | 1961 | 1970 | 1980 | 1991 | 2001 | 2011 | 2021 |
| -------------- | ---- | ---- | ---- | ---- | ---- | ---- | ---- | ---- | ---- | ---- | ---- | ---- | ---- | ---- | ---- |
| Počet obyvatel | 134  | 162  | 144  | 132  | 131  | 116  | 110  | 68   | 74   | 80   | 85   | 101  | 90   | 116  | 114  |
| Počet domů     | 16   | 19   | 15   | 15   | 14   | 15   | 14   | 16   | 54   | 18   | 18   | 23   | 27   | 29   | 29   |